# Alexander Eberlein
Alexander Eberlein (* 14. Januar 1988 in Fürth) ist ein deutscher Fußballspieler. Er ist Abwehrspieler und spielt meist auf der Innenverteidiger-Position.

## Karriere
In der Jugend spielte Eberlein für die SF Großgründlach und die SpVgg Greuther Fürth, ehe er 2003 in die U 17 des TSV 1860 München wechselte. Seit Januar 2006 spielt er in der zweiten Mannschaft des TSV 1860. Am 16. August 2006 wurde Alexander Eberlein die silberne Fritz-Walter-Medaille vom DFB verliehen. 2007 gewann er mit der A-Jugend der Sechzger den DFB-Junioren-Vereinspokal. Er verzeichnete seinen ersten Einsatz im Profiteam am 23. Februar 2007 im Spiel beim FC Carl Zeiss Jena und kam in der Rückrunde zu acht Spielen. 2007/08 wurde er nominell in den Profikader berufen, kam aber nur zu einem Einsatz in der ersten Mannschaft. Seitdem spielte er ausschließlich bei der Reservemannschaft in der Regionalliga.
Zur Rückrunde der Saison 2008/09 wechselte Eberlein zum Drittligisten SV Sandhausen. Er unterschrieb dort einen Vertrag bis 2010. Zur Saison 2010/11 wechselte Eberlein zum Ligakonkurrenten Wacker Burghausen.